# Toby Faletau
Tangaki Taulupe Faletau, detto Toby (Tofua, 12 novembre 1990), è un rugbista a 15 britannico di origine tongana, internazionale per il Galles, terza linea centro del Bath in English Premiership.

## Biografia
Nato a Tofua, un'isola dell'arcipelago delle Tonga, Toby Faletau vive nel Regno Unito dal 1998, quando suo padre Kuli, rugbista internazionale tongano, si trasferì in Galles per giocare nell'Ebbw Vale.
Giocò a livello giovanile dapprima nello stesso Ebbw Vale poi, in Inghilterra, nella vicina Bristol durante la frequenza scolastica.
Nel 2009 entrò nella franchise del Galles meridionale dei Newport Gwent Dragons, con cui esordì nello stesso anno in Celtic League.
Nel 2011 esordì in Nazionale in un incontro insolitamente riconosciuto dalla Federazione gallese come test match contro i Barbarians, e successivamente fece parte della squadra che partecipò alla Coppa del Mondo di rugby 2011 guadagnando il quarto posto finale.
L'anno successivo vinse il Sei Nazioni 2012 con il Grande Slam; il successo fu ripetuto anche nel 2013, anche se non a punteggio pieno.
Prese successivamente parte al tour dei British Lions del 2013 in Australia, scendendo in campo nell'ultimo dei tre test match contro gli Wallabies, vinto 41-16 che diede ai Lions la vittoria per 2-1 nella serie.